# 御諸別王

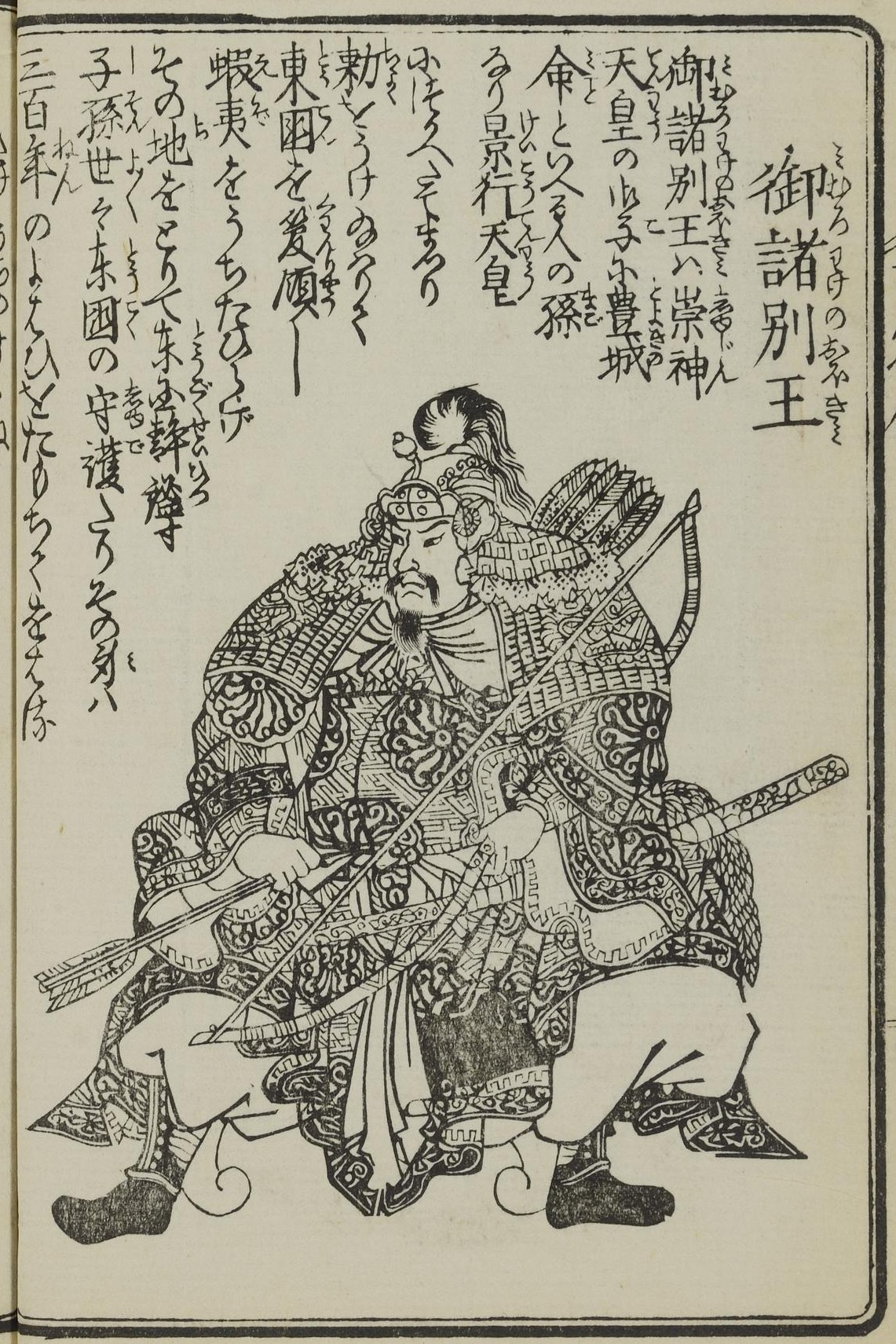
歌川国芳『日本百将伝』より御諸別王の想像図

御諸別王（みもろわけのみこ、生没年不詳）は、『日本書紀』等に伝わる古墳時代の皇族（王族）。
豊城入彦命（崇神天皇皇子）の三世孫で毛野氏の祖。『日本書紀』にのみ王の尊号で表記され、他文献では大御諸別命、御諸別命、弥母里別命（みもりわけのみこと）と命の尊号で表記される。

## 記録
『日本書紀』景行天皇56年8月条によると、任地に赴く前に亡くなった父の彦狭島王に代わり、東国統治を命じられ善政をしいたという。蝦夷の騒動に対しても速やかに平定したことや、子孫は東国にある旨が記載されている。

## 後裔氏族
『新撰姓氏録』では、次の氏族が後裔として記載されている。
- 皇別 摂津国 韓矢田部造 - 上毛野朝臣同祖。豊城入彦命の後。三世孫弥母里別命孫の現古君、（中略）、因茲賜韓矢田部造姓。
- 皇別 和泉国 珍県主 - 佐代公同祖。豊城入彦命三世孫の御諸別命の後。
- 皇別 和泉国 葛原部 - 佐代公同祖。豊城入彦命三世孫の大御諸別命の後。

## 考証
『先代旧事本紀』「国造本紀」針間鴨国造条では「上毛野同祖の御穂別命の子の市入別命を国造に定めた」とあるが、この「御穂別命」は「御諸別命」の誤記とする説がある。